# Mission d'observation des Nations unies en Géorgie

Barrette : Médaille du service des forces armées allemandes (bronze) avec fermoir UNOMIG.

La Mission d'observation des Nations unies en Géorgie (MONUG) (en anglais UNOMIG pour United Nation Observer Mission In Giorgia) a été créée le 24 août 1993 par la résolution 858 du Conseil de sécurité des Nations unies pour veiller au respect du cessez-le-feu signé le 27 juillet entre la Géorgie et la république autonome d'Abkhazie, en particulier dans la ville de Soukhoumi.
Quatre-vingt-huit militaires furent déployés dans la région et le mandat est régulièrement renouvelé depuis. La mission s'est achevée le  15 juin 2009 à la suite de la Guerre russo-géorgienne, dont un membre du conseil de Sécurité est acteur.

## Présentation
Le mandat de la MONUG est de :
- vérifier le respect de l'accord de cessez-le-feu du 27 juillet 1993 entre le gouvernement géorgien et les autorités abkhazes de Géorgie, en accordant une attention particulière à la situation dans la ville de Soukhoumi ;
- enquêter sur les informations faisant état de violations du cessez-le-feu ;
- essayer de régler les incidents de ce genre avec les parties concernées ;
- faire rapport au Secrétaire général sur l'exécution du mandat, y compris sur les violations de l'accord de cessez-le-feu.

Plusieurs amendements ont modifié ces composantes au fil des ans (création de la mission de CIVPOL (CIVilian POLice), modification de la composition ou extension du mandat, etc.).
Le 31 mars 2006, par sa résolution 1666, le Conseil de sécurité a prorogé le mandat de la MONUG jusqu’au 15 octobre 2006.

## Site d'intervention
La région de conflit se situe sur le territoire Abkhaze, c'est-à-dire, entre la côte nord-est de la mer Noire, la rivière Psov dans l'ouest (frontière Russe), la rivière Inguri dans l'est (Cease Fire Line - CFL) et aux pentes sud du Caucase. La zone de sécurité sur le côté géorgien commence à l'Inguri River. L'Inguri River formait la frontière naturelle entre l'ancienne SSR d’Abkhazie et l'ancienne SSR de Géorgie, au temps des soviets.

## Composition

### Effectifs
Au 30 avril 2006, les effectifs étaient les suivants : 131 personnels en uniforme, y compris 120 observateurs militaires et 11 agents de police ; appuyés par 2 sous-officier (personnel médical), du personnel civil recruté sur le plan international (94) et local (186) et 2 volontaires de l'ONU

### Pays fournissant des effectifs militaires
Albanie, Allemagne, Autriche, Bangladesh, Croatie, Danemark, Égypte, États-Unis, fédération de Russie, France, Grèce, Hongrie, Indonésie, Jordanie, Pakistan, Pologne, république de Corée, République tchèque, Roumanie, Royaume-Uni, Suède, Suisse, Turquie, Ukraine et Uruguay.

### Pays fournissant des agents de police (mission CIVPOL)
Allemagne, fédération de Russie, Ghana, Inde, Pologne et Suisse.

## Détails
La MONUG est une mission « sans famille ». La durée de séjour d'un observateur français est généralement de 6 mois mais peut aller jusqu'à deux ans. La plupart des observateurs étrangers ont une durée de séjour d'environ un an.